# Mosteiro Real de Santa Maria de Guadalupe
O Real Mosteiro de Santa Maria de Guadalupe é um mosteiro situado em Guadalupe, na província de Cáceres, Espanha. Mistura de estilos gótico, mudéjar, renascentista, barroco e neoclássico, dos séculos XIII ao XVIII.
Foi declarado Patrimônio da Humanidade pela UNESCO em 1993.

## História
Sua história remonta a 1389 quando o rei João I de Castela outorga um privilégio pelo qual entrega à ordem dos Jerónimos a igreja do santuário de Nossa Senhora de Guadalupe, lugar  no qual fora achada uma imagem da Virgem em finais do século XIII ou princípios do XIV por um camponês de nome Gil Cordero. A imagem estivera séculos  junto ao corpo de São Lucas, exposta em Roma e em Sevilha, até que em 714, em plena invasão muçulmana, a imagem foi escondida junto ao rio Guadalupe, que quer dizer "rio escondido", onde permaneceu até ao seu achado por Gil Cordero.
Em 1464, o rei Henrique IV de Castela, acompanha até ali à sua meia-irmã a infanta Isabel (Isabel a Católica), desejando acordar a seu casamento com Afonso V de Portugal. A infanta recusa o pretendente, mas, por outro lado, fica prendada da beleza do lugar. A partir desse momento, ela denominará a este recinto "o meu paraíso" e ali acudirá sempre que necessite estar reconfortada pela Virgem ou que desejem dar graças por algum sucesso extraordinário. Assim, é sabido que Isabel a Católica visitou este Mosteiro:
- Em 1477 em agradecimento à vitória de Toro, com a que se proclamava vitoriosa frente à sua rival no trono Joana a Beltraneja. Foi realizado um funeral, presidido por D. Alonso Carrillo de Acuña, arcebispo de Toledo, em memória do rei morto, Henrique IV, a quem lhe foi construído um mausoléu que concluiu em 1485, feito pelo afamado talhista Egas Cueman.
- Em 1492, acudiu para dar as graças pela rendição de Granada. Desde aqui, ditaram-se duas cartas dirigidas ao alcaide de Palos de la Frontera, com a ordem de fazer entrega de duas caravelas a Cristóvão Colombo.
- O mesmo Colombo, durante a Semana Santa de 1486 acudira a este lugar, acompanhando a corte dos Reis Católicos, para insistir em que financiassem a viagem às Índias; e ficou impressionado pela devoção da rainha. Encomendou-se à Virgem e, após conseguir realizar a sua primeira expedição a América, voltou em sinal de agradecimento. Durante o trajeto, além disso, batizou com este nome a uma ilha do Caribe, em 1493.
- Finalmente, o testamento original de Isabel a Católica conservava-se aqui. Uma cópia foi enviada para o mosteiro de Santa Isabel da Alhambra (Granada) e outra fez-se chegar à Catedral de Toledo, embora em 1575 passou a pertencer ao Arquivo de Simancas, criado por Carlos V.

## O Mosteiro
A construção do mosteiro por parte dos jerônimos prolongar-se-ia desde o século XIV até ao XVIII através de sucessivas ampliações, o que o dotou de um traçado irregular com aspeto de fortificação. Na sua construção utilizou-se preferentemente a alvenaria e o tijolo.
Destaca-se o seu Claustro Mudéjar ou dos Milagres, construído entre 1389 e 1405, em torno ao qual se situam os dormitórios e o refeitório. Tem forma retangular com arcos de ferradura apontados ou túmidos de pilares quadrados com arestas em chanfro.
No centro do pátio encontra-se um templete mudéjar construído em 1405 por Frei Juan de Sevilla, e nas suas paredes expõe-se uma coleção de telas relacionadas com os milagres da Virgem.
O sepulcro de Frei Gonzalo de Illescas, prior do mosteiro, é obra de Egas Cueman e foi esculpido entre 1458 e 1460.
O antigo refeitório do mosteiro é hoje em dia o Museu de Bordados, inaugurado em 1928 por Afonso XIII, onde se expõem mais de duzentas peças elaboradas nas oficinas do mosteiro.

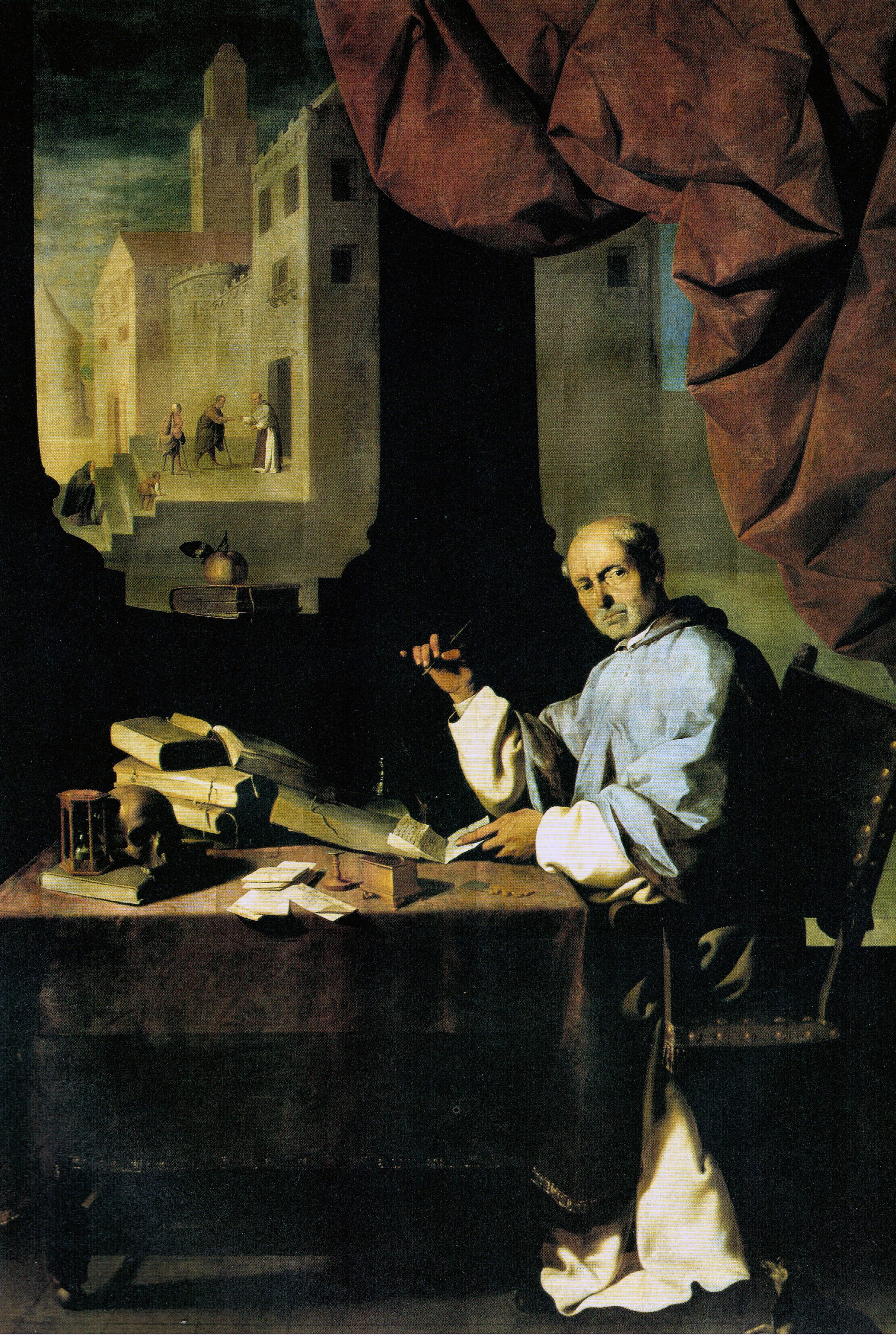
Frei Gonzalo de Illescas 1639 (235 x 290 cm), Sacristia do mosteiro de Guadalupe.

No mesmo claustro mudéjar encontra-se o Museu de Miniados, considerado entre os melhores do mundo, onde se expõem livros miniados de grandes dimensões dos séculos XIV ao XVIII provenientes do scriptorium do mosteiro. Destaca-se entre eles o Livro das Horas do Prior, do século XVI.
O camarim da virgem, em estilo barroco, contém pinturas de Luca Giordano. Mas sobressai o conjunto de pinturas de Zurbarán, único de toda a sua carreira que subsiste atualmente no seu local original, a sacristia e uma sala anexa.

## Museus do Mosteiro
Finalmente, entre os museus do mosteiro, cabe citar o Museu de Pintura e Escultura, situado na antiga confeitaria do mesmo, e que conta com obras de Juan de Flandes, Zurbarán, Goya, Juan Correa de Vivar, Nicolás Francés, Egas Cueman, Pedro de Mena e El Greco entre outros.